# Wang Shasha
Wang Shasha (chinesisch 王莎莎, Pinyin Wáng Shāshā; * 8. Januar 1987 in Yantai, Volksrepublik China) ist eine ehemalige chinesische Handballspielerin.

## Karriere
Wang Shasha begann das Handballspielen im Jahr 1998 an einer Sportschule. Ab demselben Jahr gehörte sie der Provinzmannschaft von Shandong an.
Wang Shasha gehörte ab dem Jahr 2003 dem Kader der chinesischen Nationalmannschaft an. In den darauffolgenden Jahren nahm sie an den Olympischen Spielen in Athen und an den Olympischen Spielen in Peking teil, bei denen China den achten und sechsten Platz belegte. Bei ihrer ersten Teilnahme erzielte sie 25 Treffer und bei ihrer zweiten Teilnahme 31 Treffer. Bei den Asienspielen 2010 feierte sie mit ihrer Mannschaft den Titelgewinn im eigenen Land.